# Warner Bros. Pictures Animation
Warner Bros. Pictures Animation (anteriormente chamado de Warner Animation Group, também abreviado como WAG), é a divisão de animação da Warner Bros. Pictures. Foi fundado em 7 de janeiro de 2013, o estúdio é o sucessor do tradicional estúdio de animação 2D, Warner Bros. Animation, que parou de produzir filmes de animação em 2004, e também é irmão do estúdio Warner Bros. Animation.
Seu primeiro filme, Uma Aventura Lego, foi lançado em 7 de fevereiro de 2014, e seu filme mais recente foi DC Liga dos Super Pets, que foi lançado em 20 de maio de 2022, seus futuros lançamentos incluem The Cat in the Hat em 6 de março de 2026, Thing One and Thing Two em 2026, Oh, the Places You'll Go! em 2027, e Toto em uma data de lançamento não especificada. Os filmes produzidos pelo WAG arrecadaram um total de US $ 1,7 bilhões na bilheteria.
A Warner também é empenhada entre animações e live-action, mas querem fazer de maneira diferenciada. Eles tencionam entender a importância de cada parte, e trazer algumas importantes técnicas de animação para esses projetos, focando não somente em efeitos especiais.
O processo de desenvolvimento e produção de estórias é liderado pela sede do estúdio em Burbank, California, mas a animação real será feita com uma casa de animação estabelecida.

## História
Em 7 de janeiro de 2013, Jeff Robinov (então chefe da divisão de filmes do estúdio) fundou um departamento de desenvolvimento de roteiros, apelidado de "think tank" para o desenvolvimento de filmes de animação, conhecido como Warner Animation Group. O grupo incluía John Requa, Glenn Ficarra, Nicholas Stoller, Jared Stern, Phil Lord e Christopher Miller. A Warner Bros. fundou o departamento com a esperança de que a recepção de bilheteria de seus filmes fosse competitiva com os lançamentos de outros estúdios de animação.
Em 7 de fevereiro de 2014, o Warner Animation Group lançou seu primeiro filme, Uma Aventura Lego, animado pela Animal Logic, que também forneceu a animação para os dois spinoffs. Foi recebido com críticas positivas e foi um sucesso de bilheteria.
O segundo filme do WAG, Cegonhas: A História que Não Te Contaram, foi lançado em 23 de setembro de 2016. O filme recebeu críticas mistas da crítica especializada.

antigo logotipo como Warner Animation Group, usado de 2021 a 2023.

Em 10 de fevereiro de 2017, o Warner Animation Group lançou LEGO Batman: O Filme, que recebeu críticas positivas da crítica e foi um sucesso de bilheteria. Em 14 de dezembro de 2017, a Warner Bros. anunciou que Allison Abbate havia sido nomeada vice-presidente executiva e Chris Leahy foi nomeado vice-presidente sênior.
LEGO Ninjago: O Filme, baseado nos brinquedos de Lego Ninjago, foi lançado em 22 de setembro de 2017. Após o lançamento, o filme recebeu críticas mistas da crítica e se tornou o primeiro filme do estúdio e da franquia a não recuperar seu orçamento.
Pépequeno, lançado em 28 de setembro de 2018, com a maioria das críticas sendo positivas e arrecadou mais de US$ 214 milhões em todo o mundo.
Uma Aventura Lego 2, uma sequência de Uma Aventura Lego, foi lançado em 8 de fevereiro de 2019 e ganhou críticas geralmente positivas dos críticos, mas arrecadou apenas cerca de US$ 192,3 milhões em todo o mundo, quase sem recuperar seu orçamento e se tornando a segunda decepção de bilheteria do estúdio e da franquia.
Em outubro de 2019, a Locksmith Animation fechou um contrato de produção de vários anos com a Warner Bros., que distribuirá os filmes da Locksmith.
Um reboot da franquia de filmes de Scooby-Doo, intitulado Scooby! O Filme, foi inicialmente definido para um lançamento nos cinemas em 15 de maio de 2020, mas foi adiado devido à pandemia de COVID-19. Em 21 de abril de 2020, foi anunciado que, em vez disso, seria lançado em vídeo sob demanda em resposta à pandemia. Recebeu críticas mistas dos críticos.
Um filme que mistura live-action e animação baseado em Tom & Jerry foi lançado internacionalmente em 11 de fevereiro de 2021 e em 26 de fevereiro nos Estados Unidos nos cinemas e no HBO Max simultaneamente, que também estreou o novo logotipo da empresa para combinar com o design do novo escudo logotipo que a Warner Bros. estreou em novembro de 2019. Assim como seu logotipo WB regular, que foi reformulado no início daquele ano com Locked Down, ele é feito pela Devastudios, com nuvens criadas usando Terragen. Recebeu críticas principalmente negativas dos críticos.
Space Jam: Um Novo Legado, estrelado por LeBron James, foi lançado em 16 de julho de 2021 e foi o primeiro filme do Warner Animation Group a usar animação tradicional. Ele também recebeu principalmente críticas negativas dos críticos.
Um filme de animação baseado em Legion of Super-Pets intitulado DC Liga dos Super Pets, foi lançado em 29 de julho de 2022. Recebeu críticas geralmente positivas dos críticos.
Um filme de Natal spin-off intitulado Scoob!: Holiday Haunt que se passava na juventude dos personagens, foi programado para ser lançado em 2022 na HBO Max, mas foi cancelado após a fusão da WarnerMedia e Discovery Inc. em 2022 pelo CEO David Zaslav em 2 de agosto de 2022, citando medidas de corte de custos e um novo foco em filmes para cinemas em vez de criar projetos para streaming. Após a fusão, foi anunciado em agosto que Allison Abbate deixaria o estúdio.
Em 9 de fevereiro de 2023, foi relatado que o ex-diretor de criação da DreamWorks Animation Bill Damaschke estava em negociações para liderar o estúdio. Em 5 de maio de 2023, foi confirmado em uma teleconferência de ganhos da Warner Bros. Discovery por Zaslav que Damaschke havia sido contratado e estava trabalhando duro com os co-CEOs do Warner Bros. Pictures Group Michael De Luca e Pamela Abdy em desenvolvendo uma nova lista de filmes. Em 9 de junho de 2023, Damaschke anunciou a mudança da marca da divisão para Warner Bros. Pictures Animation e afirmou que planejava seguir a liderança criativa de Abdy e De Luca.
Outro filme do estúdio, Coyote vs. Acme, estrelado por Wile E. Coyote, também acabou sendo cancelado pela Warner Bros. Discovery em novembro de 2023 para obter uma redução de impostos de US$ 30 milhões. Após uma reação pública, a Warner Bros. permitiu que os cineastas vendessem o filme para outros distribuidores. Em fevereiro de 2024, após negociações malsucedidas com potenciais compradores, a Warner Bros. Discovery considerou novamente arquivar o filme e reivindicar um prejuízo fiscal.   Embora, em março de 2024, tenha sido relatado pela roteirista Samy Burch que a Warner Bros. ainda estava discutindo se o filme seria lançado ou não.

## Próximos lançamentos
Um filme musical baseado no livro infantil Toto: The Dog-Gone Amazing Story of The Wizard of Oz começou a produção de animação em fevereiro de 2021. O filme será dirigido por Alex Timbers, a partir de um roteiro escrito por John August, e produzido por Derek Frey. Em 5 de abril de 2023, foi retirado do calendário de lançamentos da Warner Bros., com Alto Knights assumindo sua data de lançamento original.
A Warner Bros. Pictures Animation também está colaborando com a Dr. Seuss Enterprises para produzir filmes baseados em livros do autor Dr. Seuss. O primeiro filme dessa parceria será The Cat in the Hat, agendado para lançamento em 6 de março de 2026. A empresa também está desenvolvendo um filme spin-off de The Cat in the Hat com foco em Coisa Um e Coisa Dois, e uma adaptação de Oh, the Places You'll Go!, em colaboração com a produtora de J. J. Abrams, Bad Robot Productions.
Também há planos para desenvolver uma franquia de DC League of Super-Pets após o sucesso comercial e de crítica do filme.
Um segundo filme de uma franquia da Hanna-Barbera, intitulado Meet the Flintstones, baseado em The Flintstones, está em desenvolvimento inicial. Será escrito por Aaron Horvath e Michael Jelenic, que dirigiram Super Mario Bros. O Filme da Illumination.
Uma adaptação em animação fotorrealista da série do Animal Planet, No Reino dos Suricatos foi anunciada em abril de 2024, com Seth Green e Tracy Falco como produtores, e a criadora da série Caroline Hawkins e Clare Birks da Oxford Scientific Films para servir como produtores executivos.

## Produção
Semelhante a Paramount Animation e Sony Pictures Animation, o WAG terceiriza a produção de seus filmes com outros estúdios, como a Animal Logic (franquia de Uma Aventura Lego, DC Liga dos SuperPets e Toto), Sony Pictures Imageworks (Cegonhas: A História que Não Te Contaram e Pépequeno), Reel FX Creative Studios (Scooby! O Filme), Framestore (Tom & Jerry: O Filme) e Industrial Light & Magic (Space Jam: Um Novo Legado).
Os orçamentos para seus filmes tendem a variar entre US $ 60-80 milhões. Seus filmes mais caros até agora, The Lego Movie 2: The Second Part, Scoob! e Space Jam: A New Legacy, custaram US$ 99 milhões, US$ 90 milhões e US$ 150 milhões, respectivamente.
O departamento de roteiro é supostamente semelhante ao "brain trust" da Pixar Animation Studios em termos de como seus membros se consultam e dão feedback sobre os projetos uns dos outros. O grupo é apelidado de "think tank".

## Filmografia

### Filmes lançados
| Título                                   | Data de lançamento      | Companhias Produtoras | Serviços de animação | Orçamento       | Bilheteria        |
| ---------------------------------------- | ----------------------- | --- | --- | --------------- | ----------------- |
| Uma Aventura Lego[S]                     | 7 de fevereiro de 2014  | Village Roadshow Pictures / RatPac-Dune Entertainment / Lego System A/S / Vertigo Entertainment / Lin Pictures                  | Animal Logic | US$ 60 milhões  | US$ 469 milhões   |
| Cegonhas: A História que Não Te Contaram | 23 de setembro de 2016  | RatPac-Dune Entertainment / Stoller Global Solutions (não creditado)                                                            | Sony Pictures Imageworks | US$ 70 milhões  | US$ 183,3 milhões |
| LEGO Batman: O Filme                     | 10 de fevereiro de 2017 | DC Entertainment / RatPac-Dune Entertainment / Lego System A/S / Lord Miller Productions / Vertigo Entertainment / Lin Pictures | Animal Logic | US$ 80 milhões  | US$ 312 milhões   |
| LEGO Ninjago: O Filme[S]                 | 22 de setembro de 2017  | RatPac-Dune Entertainment / Lego System A/S / Vertigo Entertainment / Lord Miller Productions / Lin Pictures                    | Animal Logic | US$ 70 milhões  | US$ 123 milhões   |
| Pépequeno                                | 28 de setembro de 2018  | Zaftig Films | Sony Pictures Imageworks | US$ 80 milhões  | US$ 214 milhões   |
| Uma Aventura Lego 2[S]                   | 8 de fevereiro de 2019  | Lego System A/S / Vertigo Entertainment / Lord Miller Productions / Rideback                                                    | Animal Logic | US$ 99 milhões  | US$ 192,3 milhões |
| Scooby! O Filme                          | 15 de maio de 2020      | Hanna-Barbera | Reel FX Creative Studios | US$ 90 milhões  | US$ 26,2 milhões  |
| Tom & Jerry: O Filme[S]                  | 26 de fevereiro de 2021 | Turner Entertainment (não creditado) / The Story Company                                                                        | Framestore | US$ 79 milhões  | US$ 131,1 milhões |
| Space Jam: Um Novo Legado                | 16 de julho de 2021     | Proximity Media / SpringHill Company                                                                                            | Industrial Light & Magic / Day For Nite / Pixomondo / Company 3 Animation / Tonic DNA / Little Zoo Studio / Luma Pictures / Toon Boom Animation | US$ 150 milhões | US$ 162,8 milhões |
| DC Liga dos Super Pets                   | 29 de julho de 2022     | DC Entertainment / Seven Bucks Productions / A Stern Talking To                                                                 | Animal Logic |                 | [ 53 ] [ 54 ]     |

### Próximos filmes
| Título                    | Data de lançamento | Companhias Produtoras                         | Serviço de animação | Status de produção | Ref(s)        |
| ------------------------- | ------------------ | --------------------------------------------- | ------------------- | ------------------ | ------------- |
| The Cat in the Hat        | 6 de março de 2026 | Dr. Seuss Enterprises                         | A ser anunciado     | Desenvolvimento    | [ 55 ] [ 56 ] |
| Thing One and Thing Two   | 2026               | Dr. Seuss Enterprises                         | A ser anunciado     | Desenvolvimento    | [ 56 ]        |
| Oh, the Places You'll Go! | 2027               | Dr. Seuss Enterprises / Bad Robot Productions | A ser anunciado     | Desenvolvimento    | [ 56 ]        |

### Filmes em desenvolvimento
| Title                | Co-produção                           | Ref(s)        |
| -------------------- | ------------------------------------- | ------------- |
| Meet the Flintstones |                                       | [ 57 ]        |
| Funko                |                                       | [ 58 ] [ 59 ] |
| The Ice Dragon       |                                       | [ 60 ]        |
| The Jetsons          |                                       | [ 57 ] [ 61 ] |
| Wacky Races          |                                       | [ 57 ]        |
| Zero                 | Co-produção com Imagine Entertainment | [ 62 ]        |
| Bad Fairies          | Co-produção com Locksmith Animation   | [ 63 ] [ 64 ] |
| Wed Wabbit           | Co-produção com Locksmith Animation   | [ 65 ]        |
| Metal Men            | Co-produção com DC Entertainment      | [ 66 ]        |